# Erigorgus apollinis
Erigorgus apollinis är en stekelart som beskrevs av Joseph Kriechbaumer 1900. Erigorgus apollinis ingår i släktet Erigorgus och familjen brokparasitsteklar. Inga underarter finns listade i Catalogue of Life.